# 스티븐 벤슨

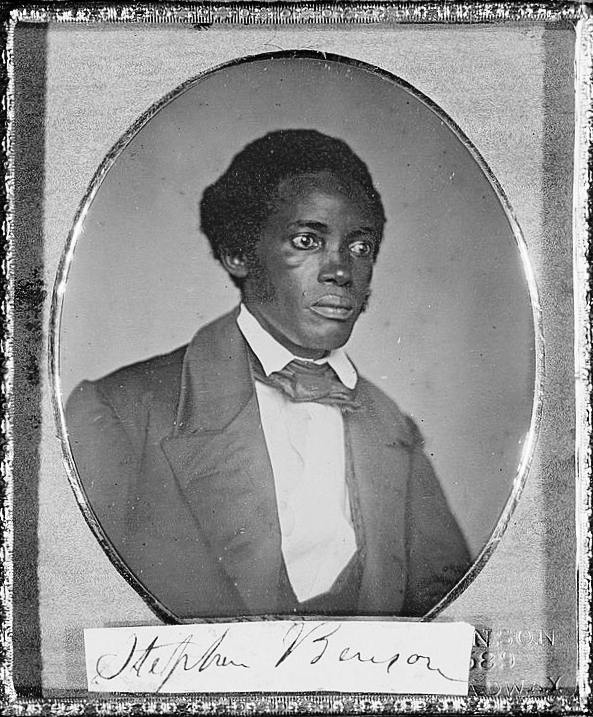
스티븐 벤슨

스티븐 앨런 벤슨(영어: Stephen Allen Benson, 1816년 5월 21일 ~ 1865년 1월 24일)은 라이베리아의 3대 부통령(재위: 1853년 ~ 1856년)이자 2대 대통령(재위: 1856년 1월 7일 ~ 1864년 1월 4일)이다. 미국 메릴랜드주 케임브리지에서 태어났다. 대통령 재위 시절 벨기에 등의 몇몇 유럽의 나라들로부터 라이베리아의 독립을 인정받았다.

## 역대 선거 결과
| 선거명      | 직책명              | 대수 | 정당   | 득표율 | 득표수 | 결과 | 당락 |
| ----------- | ------------------- | ---- | ------ | ------ | ------ | ---- | ---- |
| 1853년 선거 | 라이베리아의 부통령 | 3대  | 무소속 | 0%     | -표    | 1위  |      |
| 1855년 선거 | 라이베리아의 대통령 | 2대  | 무소속 | 0%     | -표    | 1위  |      |
| 1857년 선거 | 라이베리아의 대통령 | 2대  | 무소속 | 0%     | -표    | 1위  |      |
| 1859년 선거 | 라이베리아의 대통령 | 2대  | 무소속 | 0%     | -표    | 1위  |      |
| 1861년 선거 | 라이베리아의 대통령 | 2대  | 무소속 | 0%     | -표    | 1위  |      |

## 같이 보기
- 라이베리아의 역사